# Daniel Vallejos
Luis Daniel Vallejos Obregón (ur. 27 maja 1981) – piłkarz kostarykański grający na pozycji defensywnego pomocnika.

## Kariera klubowa
Od początku swojej kariery Vallejos związany jest z klubem CS Herediano z miasta Heredia. W 2000 roku zadebiutował w jego barwach w pierwszej lidze Kostaryki. W swoim pierwszym sezonie został wicemistrzem kraju – Herediano w finale play-off okazało się gorsze od LD Alajuelense wygrywając 1:0 u siebie i przegrywając na wyjeździe 0:3. Z kolei w 2004 roku został mistrzem fazy Clausura, ale w fazie play-off o mistrzostwo kraju klub uległ Deportivo Saprissa i znów był drugi w Kostaryce. Vallejos do 2008 roku nie powtórzył już tych dwóch sukcesów.

## Kariera reprezentacyjna
W reprezentacji Kostaryki Vallejos zadebiutował 17 kwietnia 2002 roku w zremisowanym 1:1 towarzyskim meczu z Japonią. W tym samym roku został powołany przez Alexandre Guimarãesa do kadry na Mistrzostwa Świata 2002. Tam był rezerwowym zawodnikiem i nie rozegrał żadnego spotkania. Do 2004 roku rozegrał w kadrze narodowej 15 spotkań.